# Dobraia
Dobraia románul: Dobraia, falu Romániában, a Bánságban, Krassó-Szörény megyében.

## Fekvése
Bogoltény (Bogâltin) mellett fekvő település.

## Története
Dobraia korábban Bogoltény (Bogâltin) része volt. 1956-ban 97 lakosa volt.
1966-ban 52, 1977-ben 42, 1992-ben 29, a 2002-es népszámláláskor 23 román lakosa volt.